# Cilara
Cilara is een geslacht van weekdieren uit de klasse van de Gastropoda (slakken).

## Soort
- Cilara secalina (Philippi, 1846)